# Nancy

Zu Lofts umgebauter Kornspeicher am Canal de la Marne au Rhin

Nancy [nɑ̃si] (deutsch veraltet Nanzig, luxemburgisch Nanzeg) ist eine französische Stadt mit 104.387 Einwohnern (Stand 1. Januar 2022) in der Region Grand Est (bis 2015 Lothringen). Sie ist Hauptstadt (Präfektur) des Départements Meurthe-et-Moselle und Sitz der Métropole du Grand Nancy, eines 20 Gemeinden umfassenden Kommunalverbands.
Historisch war Nancy die Hauptstadt des Herzogtums Lothringen, das aus Oberlothringen hervorging, im Ancien Régime die Hauptstadt der Provinz Lothringen (Lorraine). Seit 1777 ist Nancy Sitz des heutigen Bistums Nancy-Toul.
Devise der Stadt ist „non inultus premor“ (lat. für: Niemand bedrängt mich ungestraft), womit auf die Schlacht bei Nancy 1477 und den Tod Karls des Kühnen angespielt wird. Auch die Distel im Stadtwappen hat diesen Bezug.

## Geografie

### Lage
Nancy befindet sich im Nordosten Frankreichs, ca. 120 Kilometer Luftlinie westlich von Straßburg und 50 Kilometer südlich von Metz. Die Stadt liegt zwischen bewaldeten Hügelketten in einem halben Talkessel, mit Öffnung nach Nordwesten hin. Nahe der Stadt verlaufen mehrere Flüsse, unter anderem die Mosel, der Rhein-Marne-Kanal und die Meurthe, die die östliche Stadtgrenze bildet.

### Stadtgliederung
Nach einem Beschluss des Stadtrates vom Juni 2008 gliedert sich Nancy in 11 Stadtteile:
- Ville Vieille Léopold
- Centre Ville Charles III
- Stanislas – Meurthe
- Saint Pierre René II Marcel Brot
- Mon Désert Jeanne d’Arc Saurupt Clémenceau
- Haussonville Blandan Donop
- Poincaré Foch Anatole France Croix de Bourgogne
- Beauregard Boufflers Buthegnémont
- Boudonville Scarpone Libération
- Plateau de Haye: Haut du Lièvre, parc des Carrières, Gentilly
- Trois Maisons Saint Fiacre Crosne Vayringe

Jeder Stadtteil besitzt ein eigenes Bürgerbüro, eine Postfiliale, einige besitzen auch eine eigene Gendarmerie.

### Klima
Nancy liegt in einem feucht-gemäßigten Klimagebiet mit größeren Temperaturschwankungen zwischen einzelnen Tagen und den Jahreszeiten. Die Winter sind meist kalt und trocken, die Sommer warm, aber nicht immer sonnig. Im Herbst kommt häufig Nebel auf. Es fällt im Allgemeinen weniger Niederschlag als im Westen Frankreichs.

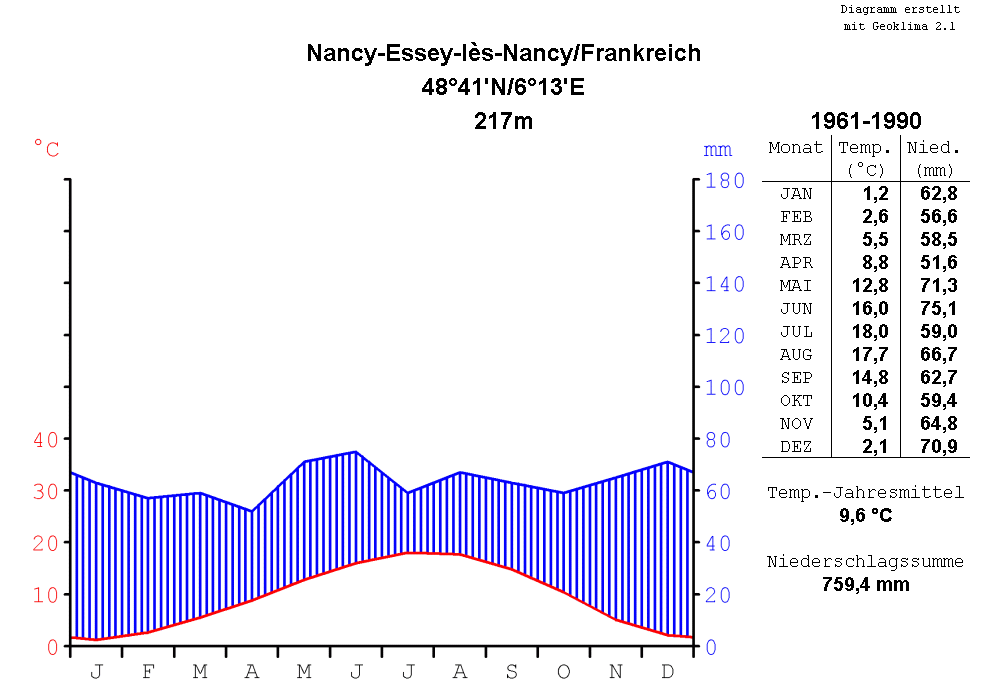
Klimadiagramm von Nancy

## Geschichte
Spuren menschlicher Besiedelung finden sich ab dem 8. Jahrhundert v. Chr. auf den Hügeln der Stadt, wo der Abbau des Eisenerzes Minette belegt ist. Aus der Zeit der römischen Herrschaft in Gallien sind keine Fundstücke vorhanden. Ein großer alemannischer Friedhof zeugt von einer neuerlichen Besiedelung der Gegend in der Zeit der Völkerwanderung.

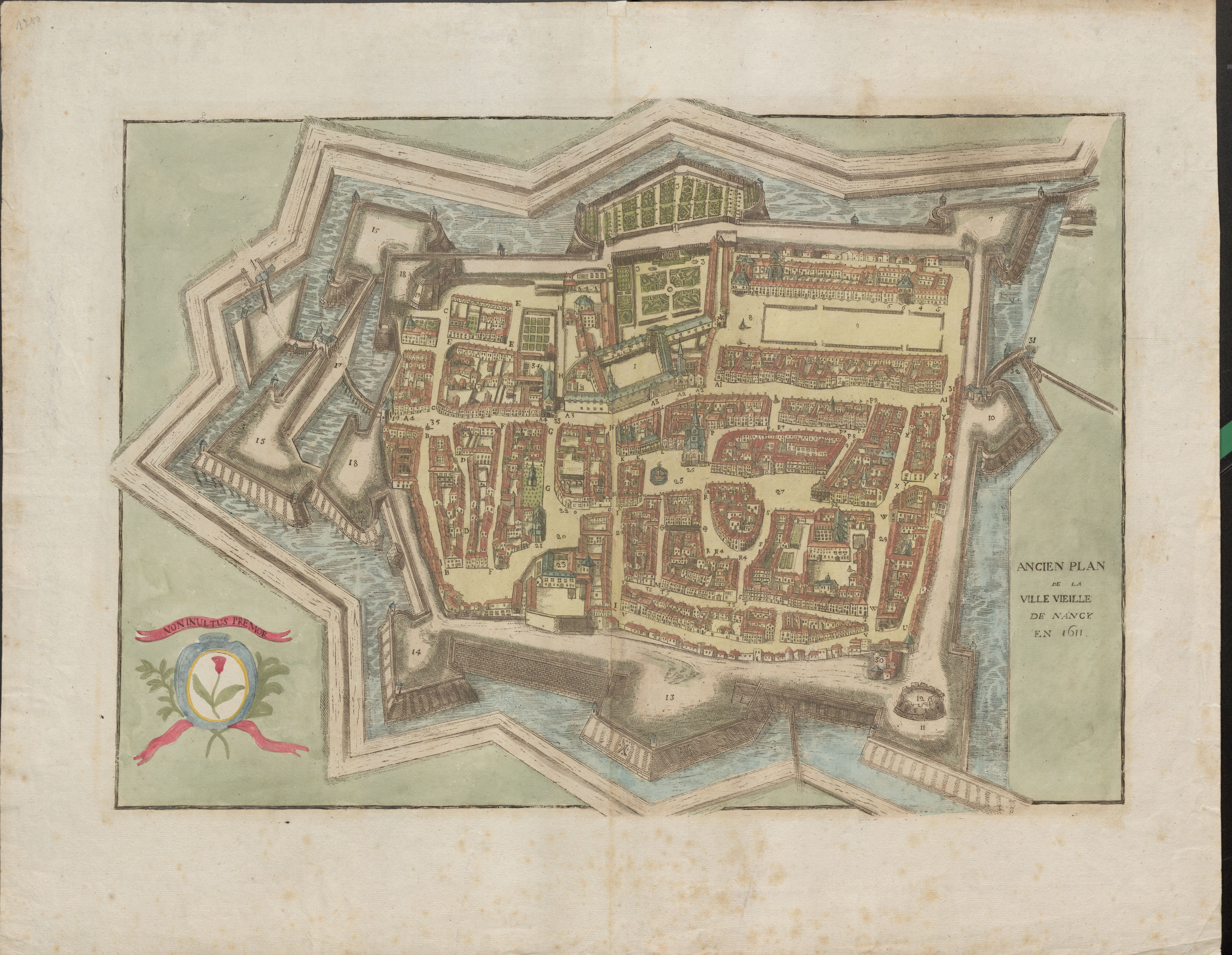
Kolorierter Stadtplan von 1611

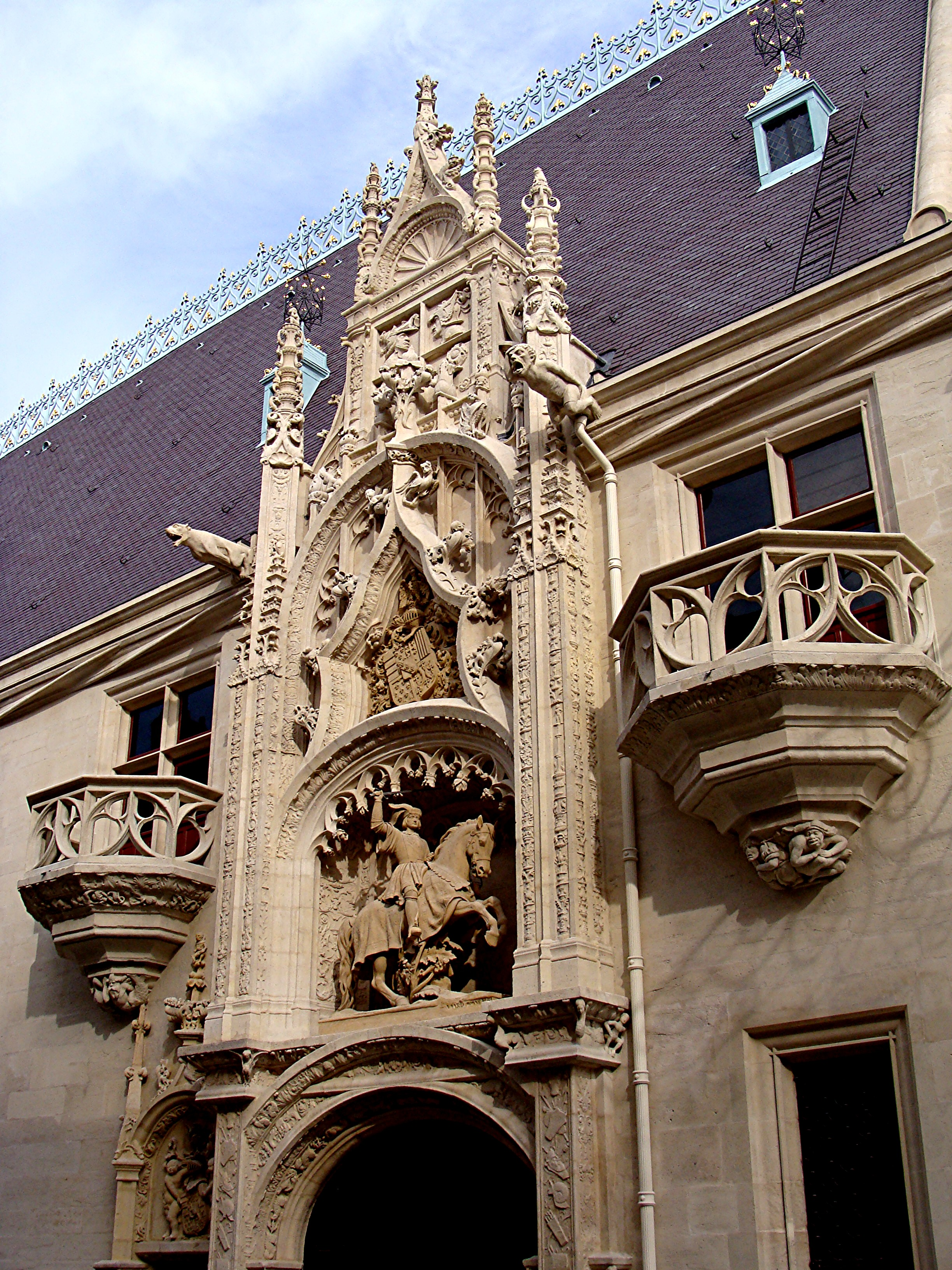
Portal am Palais des Ducs de Lorraine, heute Museum für Lothringen

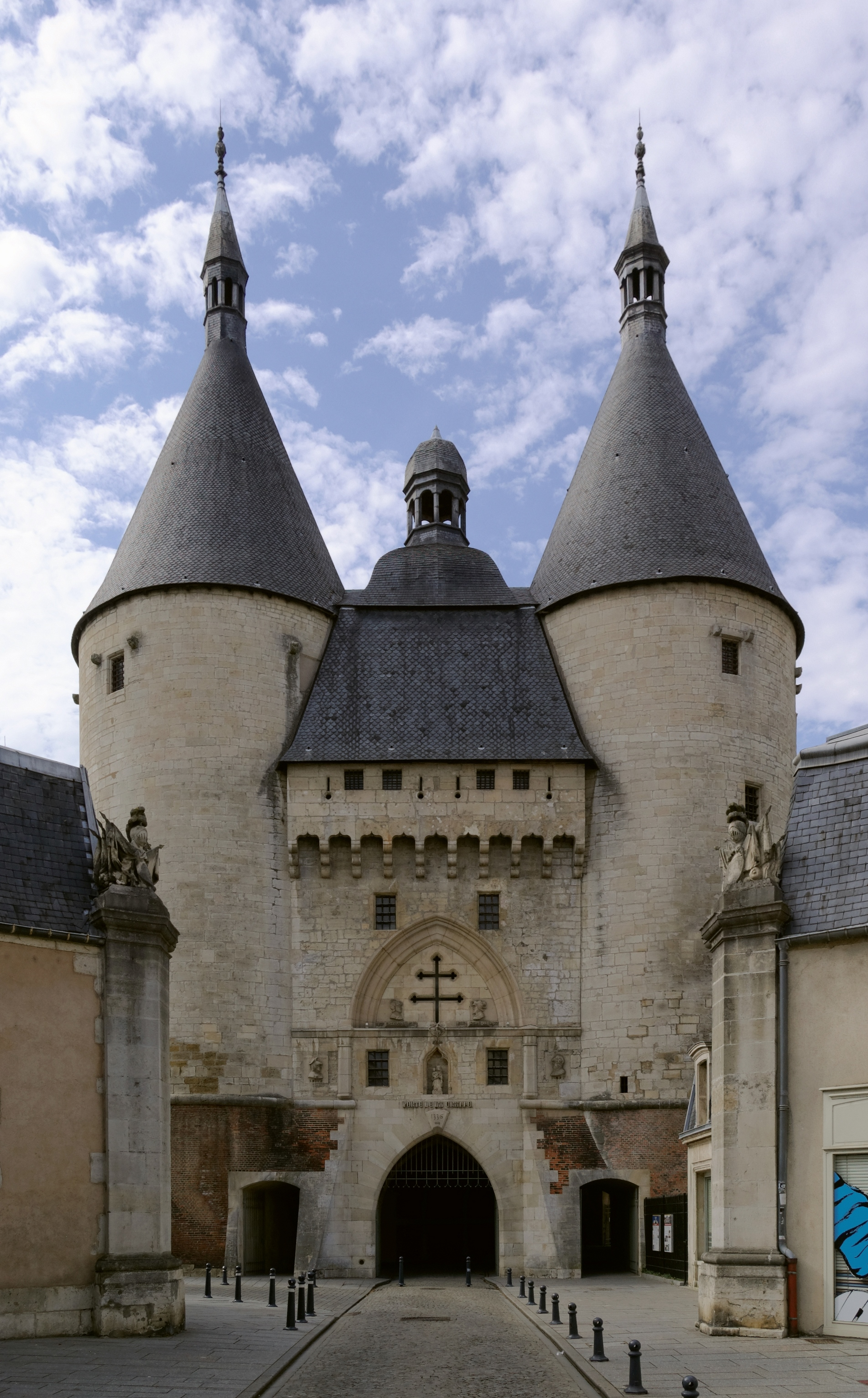
Stadttor Porte de la Craffe

Erst um 1050 errichtete der Graf Gerhard, Herzog von Lothringen, eine Burg mit dem Namen Nanciacum, woraus sich die Stadt entwickeln sollte. Der Name soll sich vom keltischen Nant (Sumpf) herleiten. Infolge des Erbfolgekrieges um die Champagne stand der Herzog Theobald I. seinem Lehnsherrn und Kaiser, Friedrich II., gegenüber. Dies führte 1218 zur Belagerung und Brandschatzung Nancys durch die Truppen Friedrichs. Wiederaufgebaut und mit einer steinernen Mauer umgeben, erhielt der Ort 1265 Stadtrechte und wurde in den folgenden Jahrzehnten Hauptstadt des Herzogtums.
Am 5. Januar 1477 scheiterte Karl der Kühne von Burgund in der Schlacht bei Nancy bei dem Versuch, die Stadt an sich zu bringen, um seine Besitzungen (Burgund, Luxemburg und Flandern) zu verbinden. Er starb an seinen Verletzungen unweit der Stadt bei Saint-Nicolas-de-Port. Seine größte Blüte erlebte Nancy unter den Herzögen Anton (1489–1544) und Karl III. (1543–1608). Damals wurde im Süden der Altstadt die Neustadt planmäßig gegründet, ein Netz rechtwinkelig sich kreuzender Straßen.

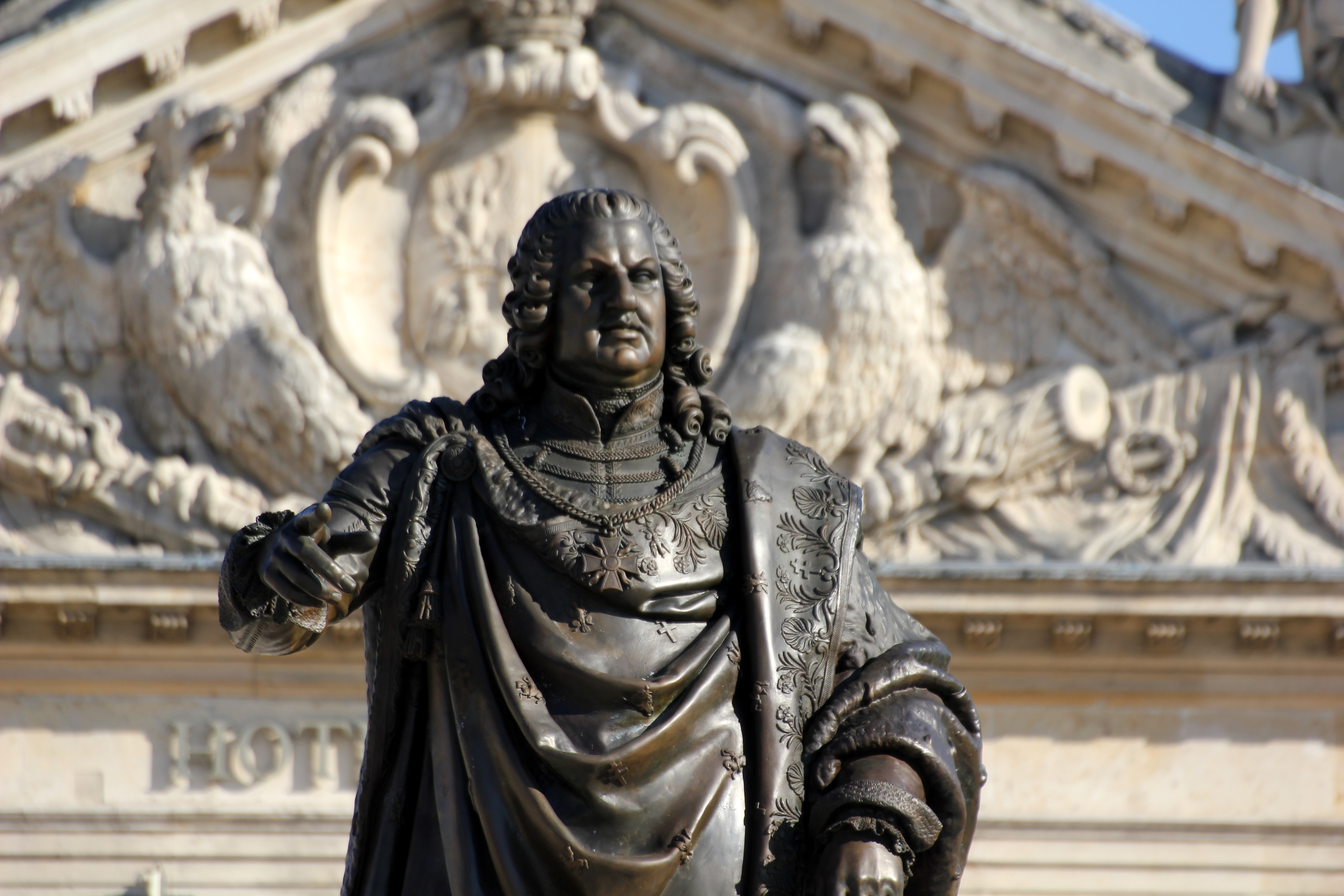
Büste von Stanislaus I. Leszczyński (Denkmal auf der Place Stanislas)

Nancy gehörte bis ins 18. Jahrhundert zum Herzogtum Lothringen und damit zum Heiligen Römischen Reich. Im Dreißigjährigen Krieg erlebte die Stadt schwere Verwüstungen, die von Jacques Callot – einem Kupferstecher aus Nancy – im Zyklus Schrecken des Krieges festgehalten wurden (heute ausgestellt im Lothringischen Museum). Immer wieder wurde Nancy von französischen Truppen besetzt und kam 1697 nach dem Frieden von Rijswijk stark verkleinert (um Lunéville) an Herzog Leopold zurück, der die Stadt erneut aufbauen ließ. Schließlich kam das Herzogtum Lothringen im Rahmen eines Austausches zwischen dem römisch-deutschen Kaiser (Haus Habsburg) und dem französischen König im 18. Jahrhundert an das Königreich Frankreich (die Toskana an Habsburg). Ludwig XV. vergab Lothringen im Jahre 1737 an den abgesetzten polnischen König, Stanislaus I. Leszczyński, der das Herzogtum von Nancy und Lunéville aus als Herzog von Lothringen regierte. Nach seinem Tod, 1766, fielen Nancy und das Herzogtum endgültig an die französische Krone. Seit 1777 ist die Stadt Bischofssitz des Bistums Nancy-Toul.
Von 1669 bis 1792 bestand das Benediktinerinnenkloster Nancy.
Während der Französischen Revolution war die Stadt 1790 Schauplatz der Nancy-Affäre. Die mit den Jakobinern sympathisierenden Soldaten der Garnison verlangten u. a. die Auszahlung des Soldes und hatten ihre Offiziere festgesetzt. Der Marquis de Bouillé schlug die Revolte in Straßenkämpfen blutig nieder. Das unbarmherzige Vorgehen des Marquis und der Tod des Offiziers André Désilles, der sich zwischen die Meuterer und die Truppen Bouillés stellte, bewegten ganz Frankreich.
Nach dem Deutsch-Französischen Krieg 1870/71 waren der nordöstliche, deutschsprachige Teil Lothringens bis 1918 Teil des Deutschen Reichs (und fortan gemeinsam mit dem ebenfalls von Frankreich abgetretenen Elsass als Reichsland Elsaß-Lothringen verwaltet), nicht jedoch Nancy und der westliche Teil. Die deutsche Sprachbezeichnung Nanzig oder Nanzég wurde gelegentlich (z. B. im Brockhaus von 1888) als deutsches Exonym verwendet. Seit langem ist diese Bezeichnung (in der Form Nanzég) nur noch in Luxemburg gebräuchlich.
Nach 1871 verdoppelte sich die Bevölkerungszahl Nancys in kurzer Zeit. Viele der Einwohner, die in den von Deutschland annektierten Teilen Lothringens und des Elsass lebten und nicht unter deutscher Herrschaft leben wollten, zogen nach Nancy. Damit einher ging ein wirtschaftlicher Aufschwung.
Während des Ersten Weltkriegs und der nahen Schlacht um den Grand-Couronné wurde die Stadt wiederholt durch deutsche Luftstreitkräfte und Artilleriestellungen im 35 km entfernten Hampont bombardiert. Dies richtete große Schäden an und kostete 117 Menschen das Leben.
Am 10. Mai 1940 wurde die Garnisonsstadt Nancy erstmals im Zweiten Weltkrieg von der Luftwaffe bombardiert. Um 4.15 Uhr wurde Fliegeralarm gegeben; sieben deutsche Bombenflugzeuge griffen die Stadt und ihre Vororte an, neben beträchtlichen materiellen Schäden waren 18 Todesopfer, darunter mehrere Kinder, zu beklagen. Am 18. Juni 1940 nahmen Soldaten der Wehrmacht Nancy kampflos ein.
Nach der militärischen Niederlage Frankreichs im Zweiten Weltkrieg und einer fast vierjährigen Besatzungszeit wurde Nancy am 15. September 1944, nach dem Kampf um Nancy im Zuge der Schlacht um Lothringen, von der 3. US-Armee befreit.

## Bevölkerung
Die Stadt Nancy bildet den Kern einer größeren Agglomeration, genannt Communauté urbaine du Grand Nancy. Mit seiner beschränkten Fläche und hohen Bevölkerungsdichte (7157 Einw./km²) ist Nancy im Laufe der Zeit mit den angrenzenden Nachbargemeinden zusammengewachsen. Im Unterschied zu einigen anderen Städten wurden diese aber nicht eingemeindet.
Während die Bevölkerung von Nancy nur ca. 105.000 Einwohner beträgt, leben in der Agglomeration, je nach Zählung, zwischen 240.000 und 330.000 Menschen. Für das Arrondissement Nancy werden ca. 415.000 Einwohner angegeben (alle Zahlen 2006). Zweitgrößte Kommune der Agglomeration ist Vandœuvre-lès-Nancy.
Nancy hat den fünftgrößten Anteil von Studenten aller französischen Städte.

### Bevölkerungsentwicklung
| Jahr      | 1962    | 1968    | 1975    | 1982   | 1990   | 1999    | 2007    | 2019    | 2021    |
| Einwohner | 128.677 | 123.428 | 107.902 | 96.317 | 99.351 | 103.605 | 105.349 | 105.058 | 104.260 |

## Politik

### Stadtregierung
Von 1983 bis 2014 war André Rossinot (UMP) Bürgermeister von Nancy. Er wurde 1989, 1995, 2001 und 2008 wiedergewählt. 2014 konnte Laurent Hénard die Wahl zum Bürgermeister für sich entscheiden. Seit Juni 2020 ist Mathieu Klein Bürgermeister von Nancy.
Aus den Stadtratswahlen im Jahr 2008 ging die UMP mit 42 Sitzen als stärkste Kraft hervor. Auf die Sozialisten entfielen 11 Sitze. Dazu kommen 2 von unabhängigen Kandidaten gehaltene Sitze.

### Städtepartnerschaften
Nancy unterhält folgende elf Partnerschaften:
| Stadt               | Land                   | seit | Typ              |
| ------------------- | ---------------------- | ---- | ---------------- |
| Cincinnati          | Vereinigte Staaten     | 1991 | Ville jumelée    |
| Kanazawa            | Japan                  | 1973 | Ville jumelée    |
| Karlsruhe           | Deutschland            | 1955 | Ville jumelée    |
| Kirjat Schmona      | Israel                 | 1984 | Ville jumelée    |
| Krasnodar           | Russland               | 2017 | Ville jumelée    |
| Kunming             | Volksrepublik China    | 2017 | Ville jumelée    |
| Lublin              | Polen                  | 1988 | Ville jumelée    |
| Lüttich             | Belgien                | 1954 | Ville jumelée    |
| Newcastle upon Tyne | Vereinigtes Königreich | 1954 | Ville jumelée    |
| Padua               | Italien                | 1964 | Ville jumelée    |
| Shangrao            | Volksrepublik China    | 2017 | Ville partenaire |
| Winnyzja            | Ukraine                | 2023 | Ville jumelée    |

## Kultur und Sehenswürdigkeiten

### Architektur und Stadtbaukunst

Basilique Saint-Epvre

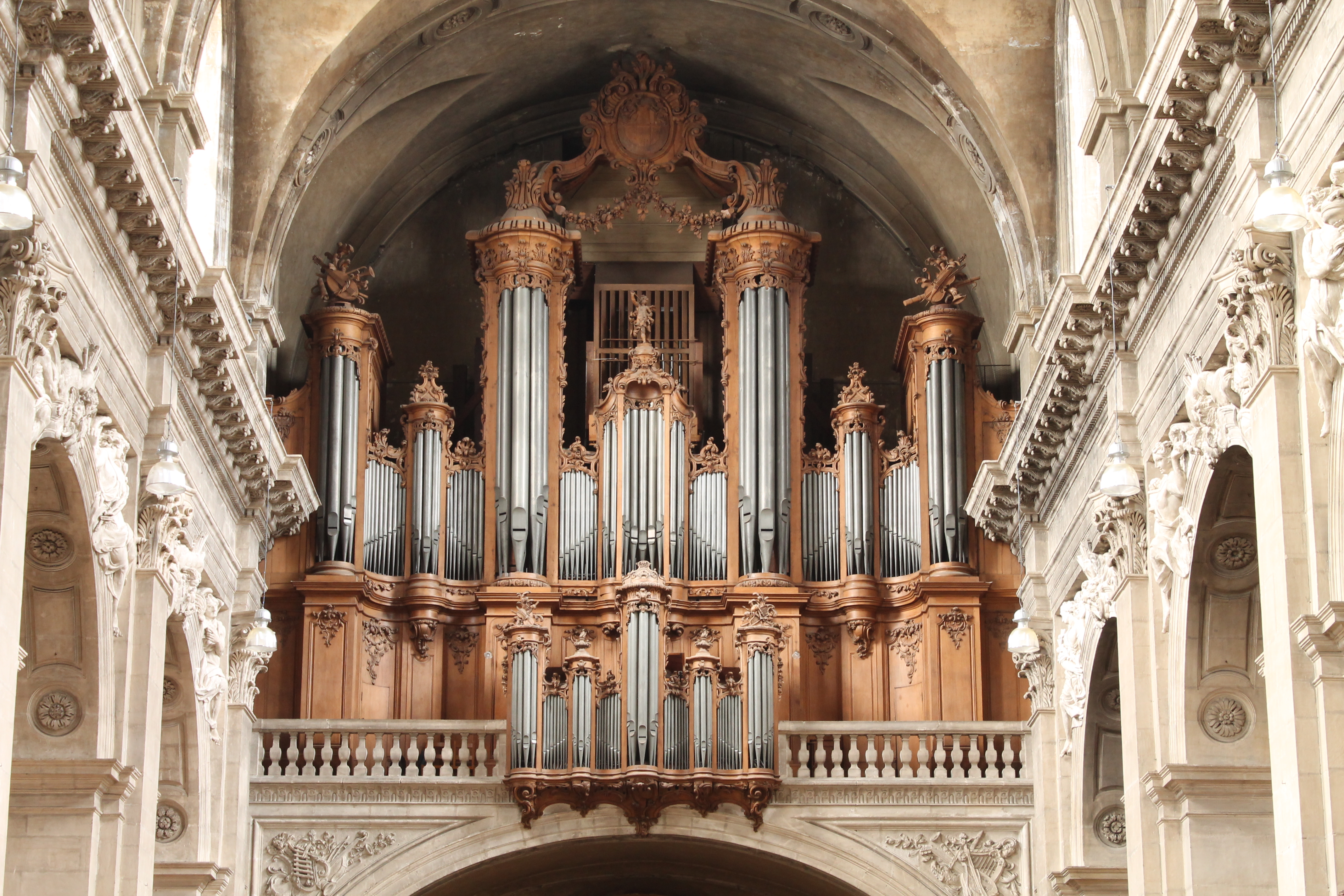
Große Orgel der Kathedrale von Nancy

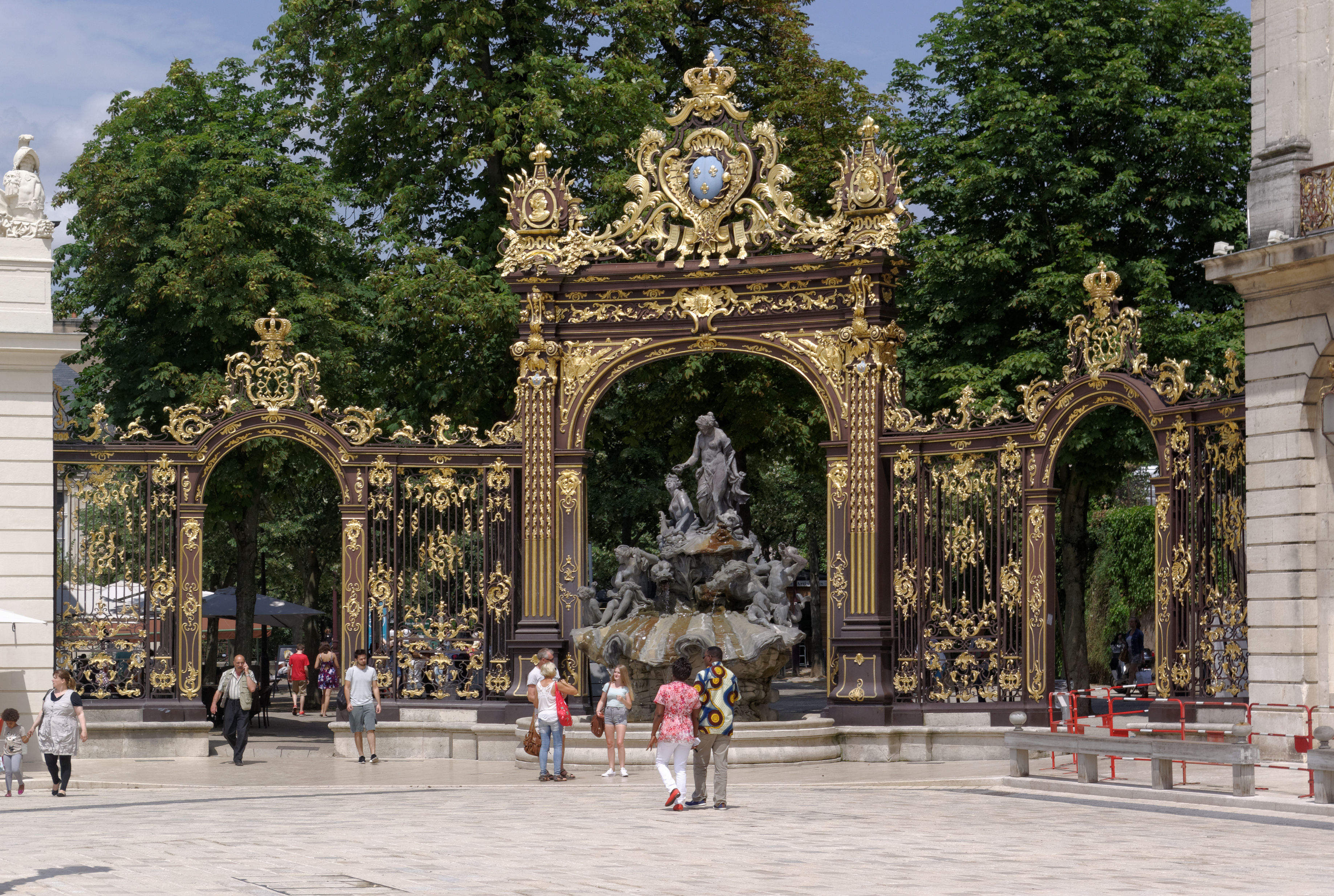
Amphitrite-Brunnen an der Place Stanislas

Im nördlichen Bereich befindet sich die durch Bauten des Mittelalters und der frühen Neuzeit geprägte Altstadt mit dem ehemaligen Herzogspalast und der neugotischen Kirche Saint-Epvre. Die südlich gelegene Neustadt hat ihr Zentrum um die Place Stanislas, benannt nach dem ehemaligen polnischen König Stanislaus I. Leszczyński, der nach der Niederlage im Polnischen Erbfolgekrieg 1737 durch seinen Schwiegersohn Ludwig XV. mit dem Herzogtum von Lothringen und Bar abgefunden wurde. Die Plätze Stanislas, de la Carrière und d’Alliance, eines der bedeutendsten Ensembles aufgeklärt-absolutistischen Städtebaus, wurden 1983 in die Welterbeliste der UNESCO aufgenommen. Die Plätze wurden in der Hauptsache von 1752 bis 1760 von dem Architekten Emmanuel Héré angelegt.
Die Place Stanislas, ehemals Place Royale, folgt dem Typus französischer Königsplätze mit einheitlich gestalteten Fassaden um ein zentrales Herrscherbild. Das Denkmal war einst König Ludwig XV. von Frankreich gewidmet, nach Stanislas’ Tod auch der Herrscher über Lothringen. Das heutige Monument aus dem 19. Jahrhundert zeigt hingegen Stanislas selbst. Die gesamte Südseite des Platzes nimmt das Rathaus (Hôtel de Ville) ein, in dessen Treppenhaus und Saal ein Bildprogramm die segensreiche Regierung Stanislas’ preist. Im Osten und im Westen nahmen je zwei palastartige Pavillons Einrichtungen des Hofes, der Verwaltung und der Bildung auf. Heute befindet sich im Nordwesten der Musée des Beaux-Arts und im Nordosten das Opernhaus. Auf der Nordseite, wo ehemals die Befestigungsanlagen Alt- und Neustadt trennten, rahmen eingeschossige Bauten, die basses faces, den Platz. Der Platz zeigt sich als Zentrum des gesamten Stadtraumes durch die große Straßenachse, die von der Porte Sainte-Cathérine im Osten zur Porte Saint-Stanislas im Westen führt, die beide durch kleine Triumphtore ausgezeichnet sind. Die rahmenden Bauten der Place Stanislas werden durch reiche Schmuckgitter von Jean Lamour locker verknüpft. In sie sind zudem in der Nordwest- und der Nordostecke Zierbrunnen von Barthélemy Guibal eingefügt.
Den Durchgang zur Place de la Carrière bildet ein Triumphbogen, der 1757 zu Ehren Ludwigs XV. errichtet wurde. Den langgestreckten ehemaligen Turnierplatz säumt beidseitig eine einheitliche Bebauung von Häusern, ehemals für Funktionsträger des Hofes und des Staates. Die Platzfolge wird im Norden durch die quergelagerte Place de l'Hémicycle vor dem einstigen Sitz des französischen Gouverneurs abgeschlossen.
In der Innenstadt und in den westlichen Vorstadt- und Villengebieten Nancys finden sich zudem zahlreiche Jugendstil-Bauten der École de Nancy darunter die Villa Majorelle.
Sonstige Sehenswürdigkeiten:
- Palais des Ducs de Lorraine (Palast der lothringischen Herzöge), heute Musée lorrain d’Art et d'Histoire
- Église des Cordeliers, Grabkirche der Herzöge von Lothringen, heute ebenfalls Teil des Musée lorrain
- Pépinière, Parkanlage im englischen Stil der „Ferme Ornée“. In die Parkanlage sind ein kleiner Zoo, eine Muschelbühne, Vergnügungsstätten für Kinder sowie gastronomische Einrichtungen integriert.
- Musée de l’École de Nancy, Museum des Lothringer Jugendstiles
- Barocke Kathedrale aus dem 18. Jahrhundert, mit großer Orgel, 1763 von Nicolas Dupont erbaut und 1861 von Aristide Cavaillé-Coll restauriert.
- Église Saint-Sébastien, Lothringer Barock, erbaut 1720–1731 von dem Architekten Jean-Nicolas Jennesson (1686–1755)
- Église St-Léon IX, neugotische Pfarrkirche, erbaut 1860–1877 im Zuge der Stadterweiterung westlich des Bahnhofs
- Musée des Beaux-Arts, Malerei der letzten 400 Jahre mit Bildern von Caravaggio, Rubens, Manet, Modigliani
- Synagoge
- Brasserie Excelsior, Jugendstil Restaurant, eröffnet 1911, mit Glasmalereien von Jacques Gruber[11]

### Sport

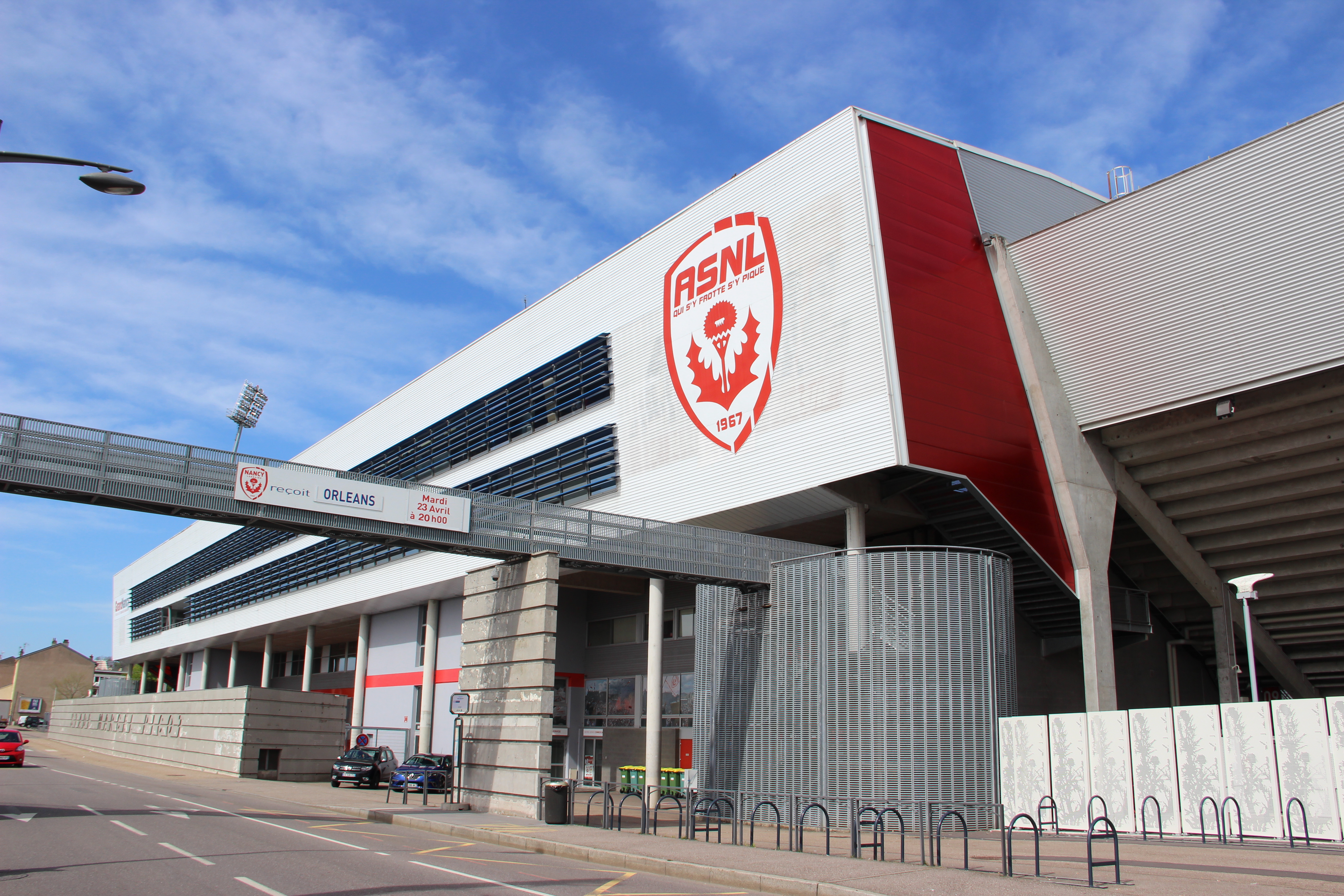
Stade Marcel-Picot an der Meurthe

Erfolgreichster Sportverein der Stadt ist der Fußballverein AS Nancy, der in der dritthöchsten französischen Spielklasse (National 1) spielt. Seine Heimspiele trägt er im Stade Marcel-Picot aus.
Neben dem Fußball spielt die Basketballmannschaft SLUC Nancy Basket eine wichtige Rolle. Sie wurde 2008 und 2011 französischer Meister. Die Handballmannschaft Grand Nancy ASPTT HB spielte in der Saison 2009/2010 in der zweiten Liga. Regelmäßig ist Nancy auch Etappenziel der Tour de France, zweimal (1962 und 1968) war sie sogar Startpunkt der Rundfahrt. Das vorletzte Mal machte die Tour im Jahr 2014 in Nancy Station, das letzte Mal ist sie im Jahr 2019 durch die Stadt verlaufen.
Für den Amateur- und Schulsport verfügt die Stadt über 27 Turnhallen, 6 Sportanlagen, 14 spezialisierte Anlagen (Boulodrome, Skatepark, Schießstände, …) und 18 frei zugängliche Sportplätze. Weiterhin existieren mehrere Schwimmbäder in der Stadt und Umgebung.

### Musik
Alljährlich im Oktober findet das Festival Nancy Jazz Pulsations in verschiedenen Spielorten in Nancy statt.

### Tanz
Nancy beherbergt das renommierte CCN – Ballet de Lorraine, welches 1978 unter dem Namen Ballet-Théâtre français von Angers in die Stadt umsiedelte. 1999 bekam es seinen heutigen Namen sowie das Label Centre Chorégraphique National. Mit der Umbenennung ging zugleich auch eine Neuausrichtung zum zeitgenössischen Tanz einher. Seit 2011 leitet Petter Jacobsson die Kompanie und programmiert regelmäßig international gefeierte Choreografen wie Trisha Brown, Twyla Tharp, Merce Cunningham, William Forsythe, Andonis Foniadakis oder Emanuel Gat.

### Nancy Thermal

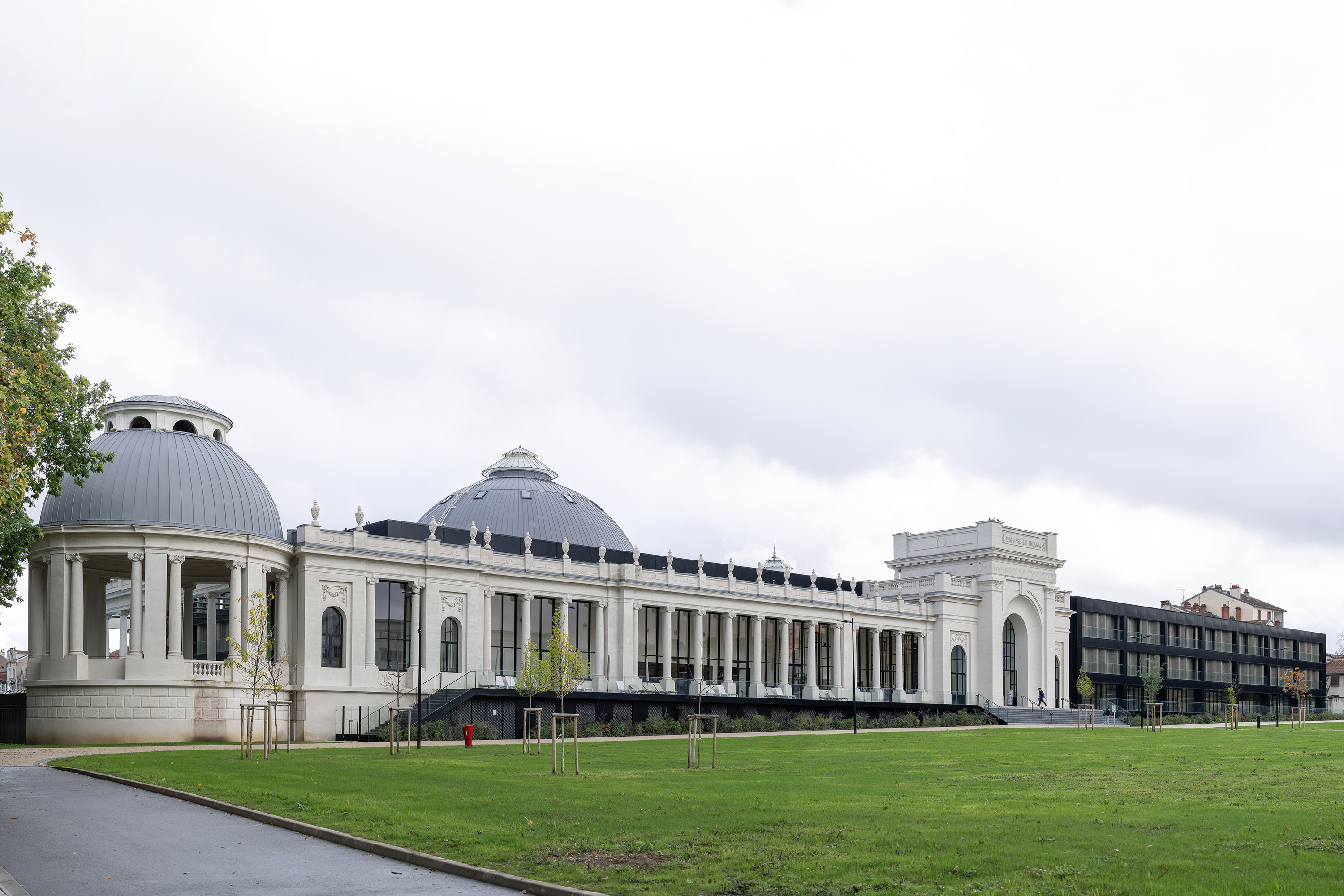
Nancy Thermal

1908 wurde in Nancy eine Thermalquelle gefunden, 1911 wurde das Wasser als Mineralquelle anerkannt, 1913 wurde eine Kuranlage mit Schwimmbad eröffnet. 2006 wurde der Betrieb eingestellt, die Quelle lieferte weniger Wasser und die Anlagen mussten renoviert werden. Die Stadt entschloss sich, die Anlagen grundlegend zu erneuern und 2023 wurde das neue Kurzentrum eröffnet. Nach einigen Anlaufschwierigkeiten wurde das Projekt ein Erfolg, im Juli 2025 konnte der millionste Besucher begrüßt werden.

## Wirtschaft und Infrastruktur

### Bildung

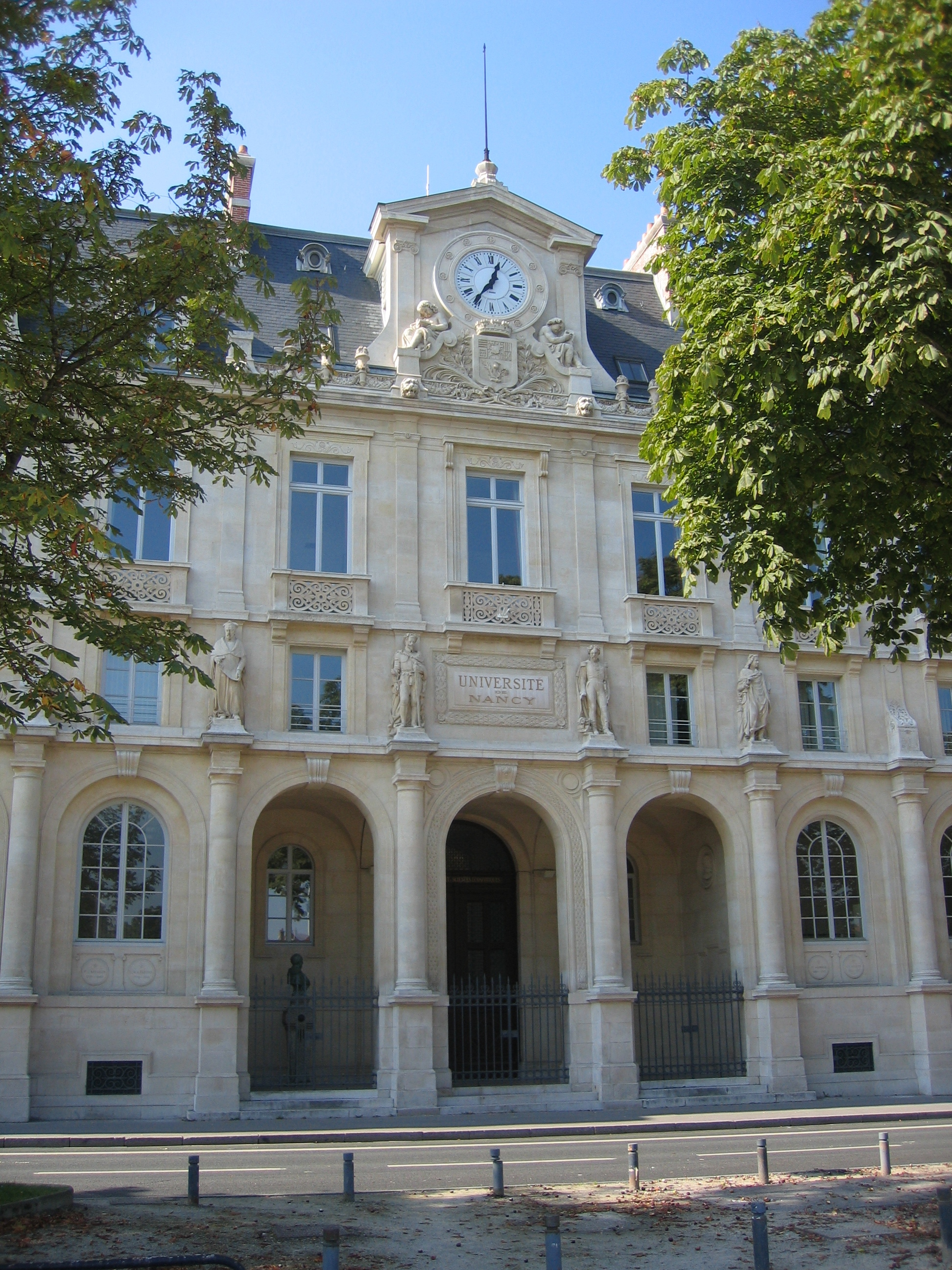
Juristische Fakultät der Universität Nancy

Nancy hat eine alte Universität mit einer bedeutenden medizinischen und rechtswissenschaftlichen Fakultät. Bekannt wurden die 1901 von René Blondlot beschriebenen, sogenannten N-Strahlen, die sich jedoch als wissenschaftliche Fiktion herausstellten.
Unter Psychologen und Therapeuten bekannt und berühmt ist die (alte) Schule von Nancy, die sich im 19. Jahrhundert vor allem mit Hypnose befasste, und die aus ihr, nach einem Richtungsstreit, hervorgegangene Neue Schule von Nancy, die unter der Leitung von Émile Coué die Lehre der modernen, bewussten Autosuggestion in aller Welt bekannt machte. 1889 besuchte Sigmund Freud Nancy zur Vervollkommnung seiner hypnotischen Technik bei Liébault und Hippolyte Bernheim.
Bis 2012 unterhielten drei große Universitäten einen Campus in Nancy oder der Agglomeration:
- die Universität Nancy 1 (Henri Poincaré), die vor allem naturwissenschaftliche und medizinische Fakultäten umfasst
- die Universität Nancy 2, die vor allem aus rechts-, wirtschafts- und sprachwissenschaftlichen Fakultäten besteht, sowie
- das Institut national polytechnique de Lorraine, das verschiedene Ingenieurschulen umfasst.

2012 fusionierten die drei Universitäten mit der Universität Metz (Universität Paul Verlaine – Metz) zur Université de Lorraine in Nancy und Metz.
Seit 2002 gibt es in Nancy einen delokalisierten Campus der renommierten Elitehochschule Sciences Po Paris, der ein dreisprachiges, pluridisziplinäres Grundstudium anbietet. Das sogenannte Deutsch-französische Grundstudium dauert zwei Jahre und vermittelt grundlegende Kenntnisse in Wirtschaft, Politikwissenschaft, Recht und Geschichte. Die Studenten verbringen anschließend ein Jahr im Ausland an einer Partneruniversität oder mit einem Praktikum und absolvieren im Anschluss am Hauptcampus in Paris einen der von Sciences Po Paris angebotenen Masterprogramme. In der Stadt befindet sich auch der Hauptsitz des ICN Business School.

### Verkehrsanbindung

#### Fernverkehr

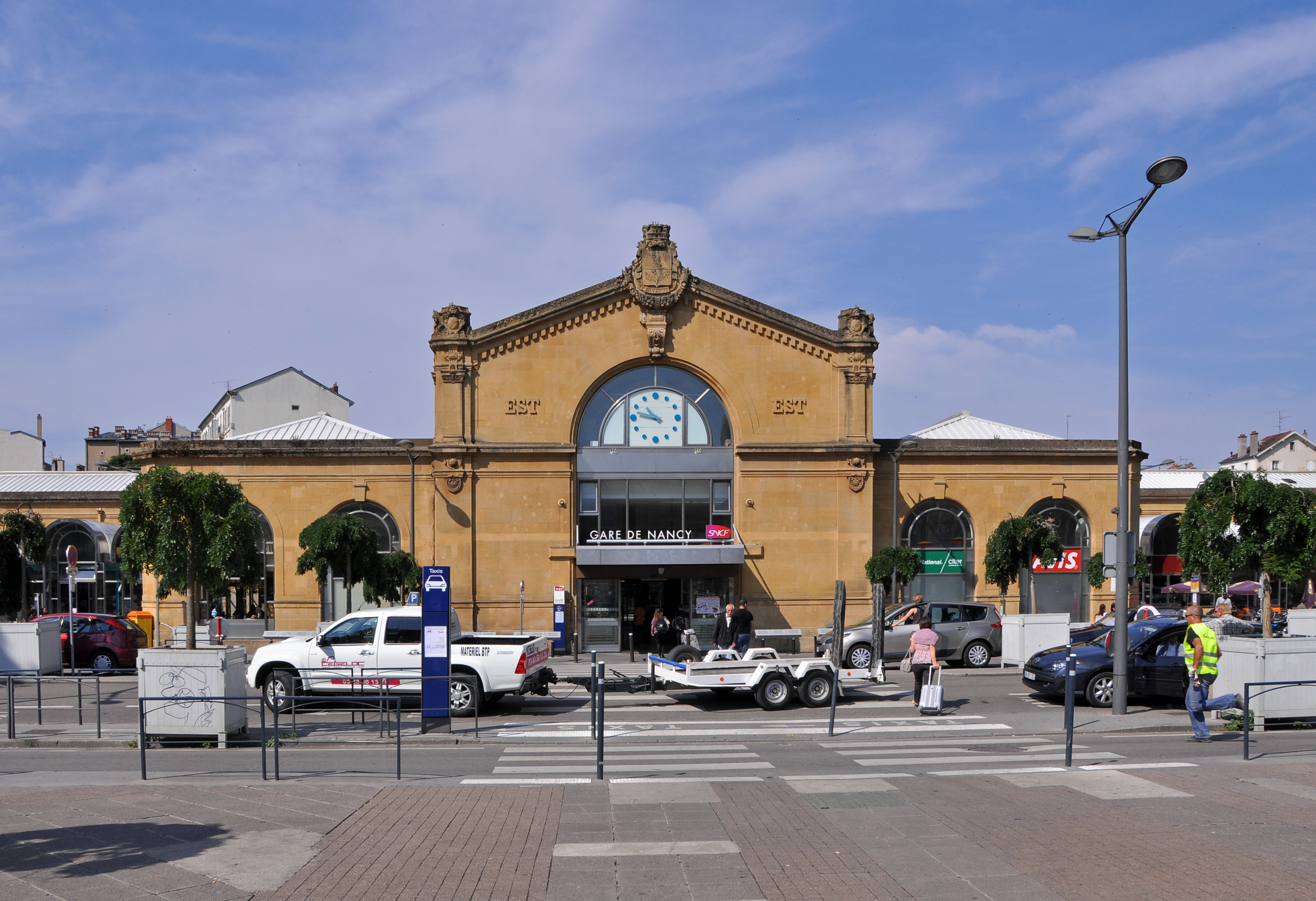
Bahnhof Nancy-Ville (bis 1924: Nancy-Saint-Jean)

Nancy ist an das nationale Fernverkehrsnetz angebunden. Im Westen kann die A31 Richtung Paris und Lyon erreicht werden. Der Anschluss im Norden führt nach Luxemburg und Metz. Im Süden führt die A33 nach Straßburg und die A330 Richtung Besançon und Mülhausen. Die Entfernung nach Paris beträgt 330 km. Nach Luxemburg sind es fast 120 km und zur nächsten deutschen Großstadt, Saarbrücken, 120 km. Von besonderer Bedeutung ist die Verbindung nach Metz (60 km), die wegen der großen Anzahl der Pendler häufig überlastet ist.
Der Bahnhof Nancy-Ville ist der Hauptbahnhof der Stadt und ein Eisenbahnknotenpunkt in Ostfrankreich. Er entstand, als 1850 eine erste Eisenbahn nach Metz eröffnet wurde. Die historischen Teile des Empfangsgebäudes stammen von 1856.
Im Gegensatz zu den TGV-Zügen in die Hauptstadt muss für umsteigefreie Hochgeschwindigkeitsverbindungen in andere Landesteile (z. B. Bordeaux) der etwa 37 km entfernte Bahnhof Lorraine TGV bei Louvigny (Moselle) aufgesucht werden. Da der Bahnhof nur über die Straße erreichbar ist, sehen Planungen eine Verlegung des Bahnhofs nach Vandières vor, um dort einen Umstieg zwischen Hochgeschwindigkeits- und Regionalzügen zu ermöglichen.
Vom Flughafen Metz-Nancy-Lothringen fliegt Air France Lyon und Nizza, Twin Jet Marseille und Toulouse an. Der Stadtflughafen Aéroport de Nancy-Essey wird von den großen Fluggesellschaften nicht mehr angeflogen. Daneben gibt es südwestlich noch den Militärflugplatz Nancy-Ochey.

#### Nahverkehr

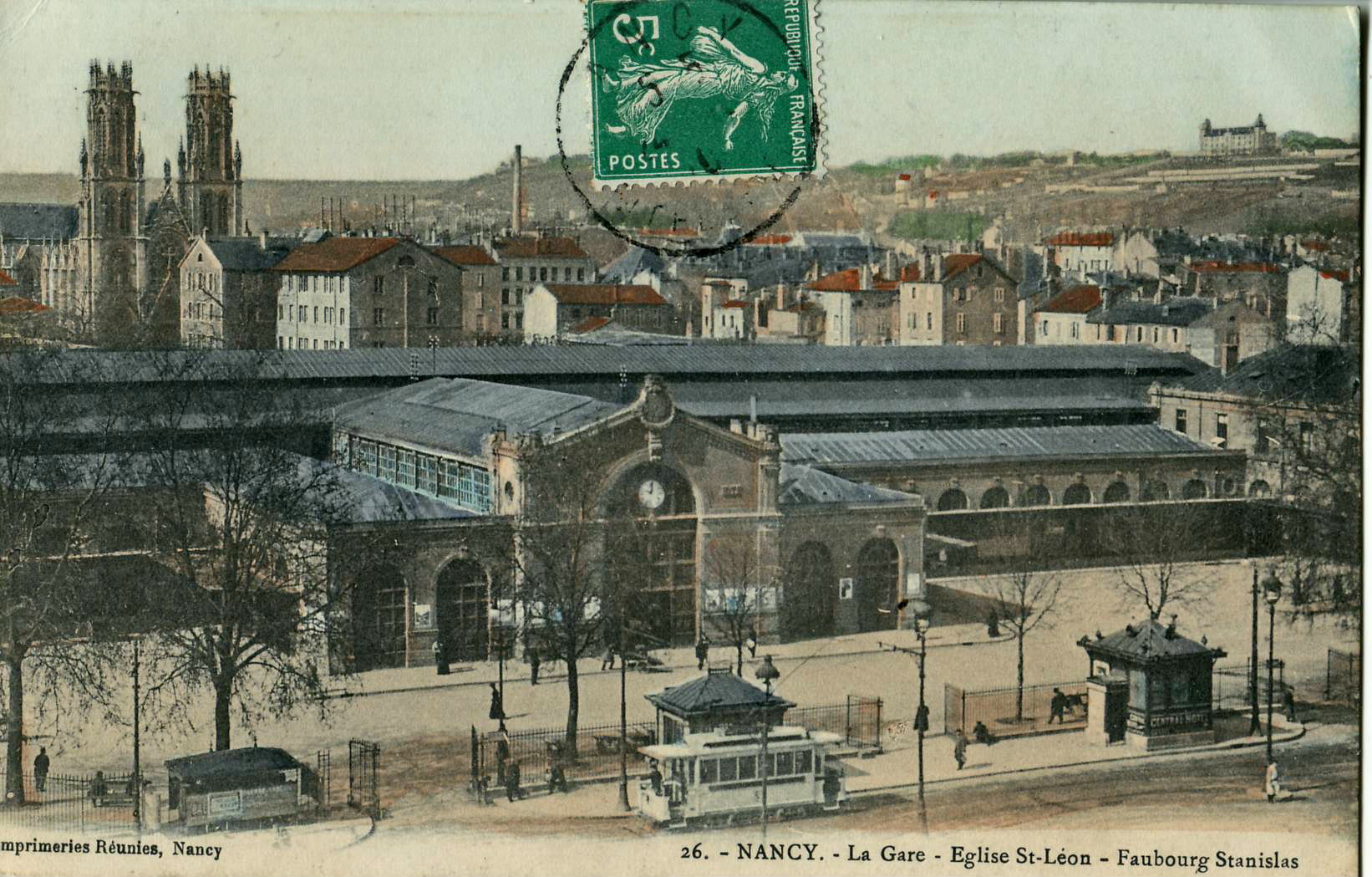
Triebwagen der Straßenbahn vor dem Bahnhof Nancy-Saint-Jean (vor 1915)

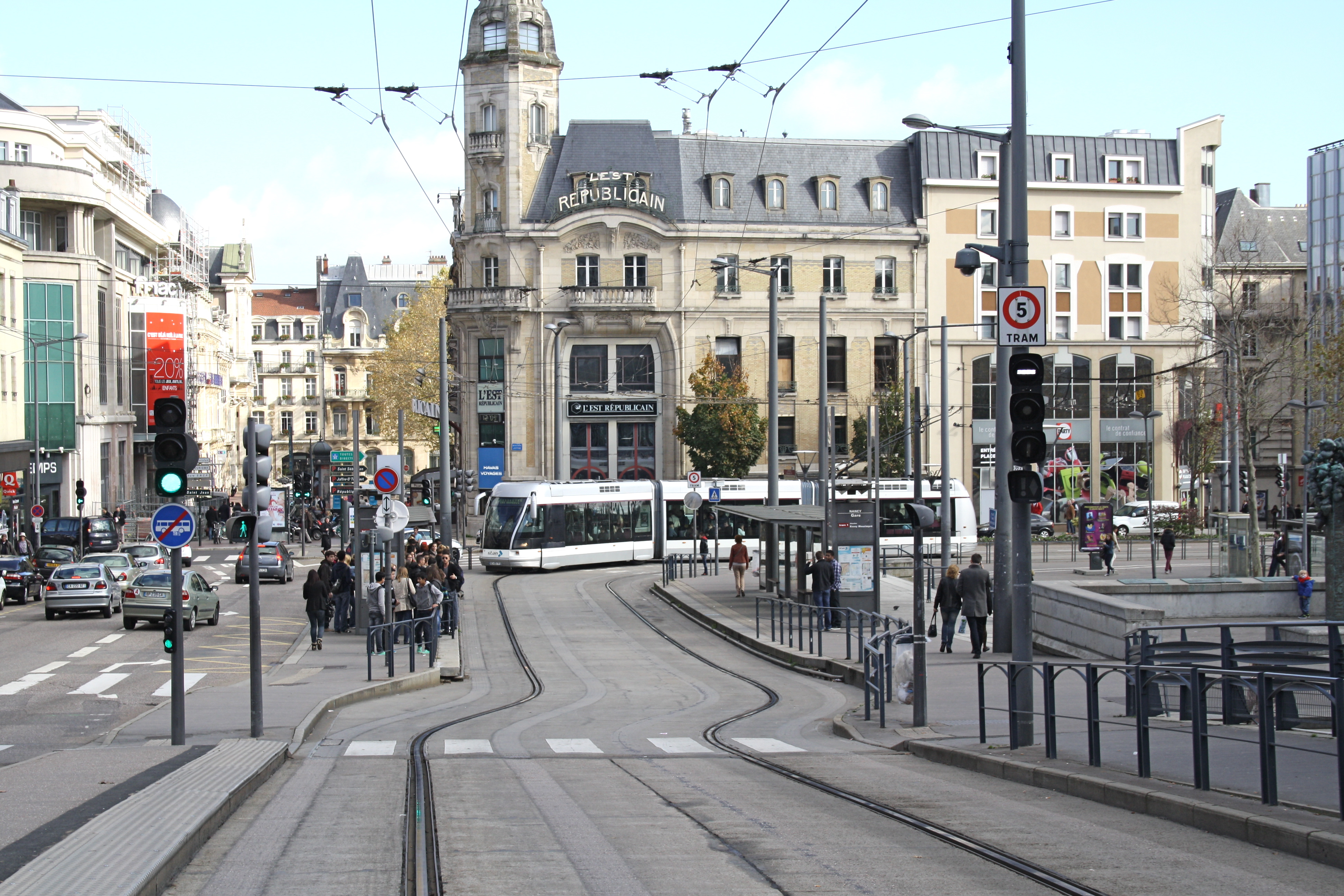
Spur-Obus auf der Place de la République (2013)

Von 1874 bis 1958 hatte Nancy eine Straßenbahn.
Neben einem Busnetz verfügte Nancy ab 1982 über einen Spur-Obus mit gummibereiften Straßenbahnwagen. Im Dezember 2000 erfolgte die Inbetriebnahme dieses neuartigen Systems. Die Fahrzeuge der Tramlinie 1 besaßen zweipolige Stromabnehmer und konnten sowohl als Spurbus als auch auf anderen Teilen der Strecke als vom Fahrer gelenkte O-Busse fahren. Der öffentliche Betrieb begann am 11. Februar 2001; nach zwei Unfällen im März wurde er jedoch für ein Jahr unterbrochen, und die Fahrzeuge wurden überarbeitet. Am 10. Februar 2017 beschloss der Stadtrat, dem Beispiel Caens zu folgen und den spurgeführten Oberleitungsbus im Jahr 2022 durch eine klassische Straßenbahn zu ersetzen. Hauptgrund war der zu erwartende Mangel an Ersatzteilen für die Fahrzeuge des Typs TVR trotz der Übernahme von in Caen nicht mehr benötigter Fahrzeuge zur Ersatzteilgewinnung. Im März 2023 wurde das weltweit einzigartige System stillgelegt; sein Ersatz durch eine Straßenbahn wird nicht mehr erwogen. Stattdessen werden 25 dreigliedrige neue, nicht mehr spurgeführte 
Trolleybusses des Typs Hess LighTram 25DC angeschafft, die ersten drei Fahrzeuge gingen im Oktober 2024 in den Testbetrieb.
Seit Dezember 2020 ist der ÖPNV in Nancy an den Wochenenden kostenlos. Seit März 2022 können Bewohner der Stadt unter 18 Jahren den ÖPNV kostenfrei nutzen. Ab August 2025 erhalten ortsansässige Senioren (ab 65 Jahren) Gratisabonnements für den ÖPNV.
In den letzten Jahren versucht die Stadt verstärkt, den Radverkehr zu fördern. Dazu wurden mittlerweile über 130 km Radwege angelegt. Daneben gibt es seit 1999 einen Fahrradverleih in kommunaler Hand. Im Jahr 2007 wurde dieser, auf langfristige Vermietung (bis zu einem Jahr) ausgelegte Verleih, in vélOstan umbenannt. Eine begrenzte Anzahl (2010: 6) von Leihstellen sind über das Gebiet des Grand Nancy verteilt. Insgesamt können hier mehr als 500 Fahrräder bis zu einer Dauer von einem Jahr ausgeliehen werden.
Seit 2008 betreibt JCDecaux einen privaten Fahrradverleih unter dem Namen vélOstan'lib. Dabei liegt der Schwerpunkt auf der Möglichkeit zur kurzfristigen Vermietung. Insgesamt werden 250 Fahrräder an 25 Stationen angeboten. Eine vorherige Anmeldung ist erforderlich. Die Ausleihe und Rückgabe der Fahrzeuge erfolgt dann mittels einer RFID-Chipkarte.

## Zitate
„Selbst im Sonnenschein ist Nancy keine fröhliche Stadt, zumindest in ihren Augen. Bei Regen verliert die Stadt sich in Grautönen und wird schräg und verschwommen, fast schon wieder interessant, so deprimierend ist es. Eine Stadt im Osten von Frankreich. Der Himmel hängt tief, die Häuser sind zweistöckig, ab und zu architektonisch gelungen, doch selbst ein Blinder sieht, dass darin bestimmt keine reichen Ärzte wohnen“